# Braußwig
Braußwig ist ein Ortsteil der sächsischen Stadt Kitzscher im Landkreis Leipzig. Er wurde am 1. April 1935 nach Dittmannsdorf eingemeindet, mit dem er am 1. Januar 1974 zur Stadt Kitzscher kam.

## Geographie

### Geographische Lage und Verkehr
Braußwig liegt etwa 23 Kilometer südsüdöstlich der sächsischen Großstadt Leipzig. Das Sackgassendorf liegt am rechten Ufer der hier in Ost-West-Richtung fließenden Eula.
Über die südlich des Orts verlaufende Bundesstraße 176 wird die westlich von Braußwig gelegene Bundesstraße 95 und die Bundesautobahn 72 (Anschlussstelle Borna-Nord) erreicht.

### Nachbarorte
|           | Thierbach                                   | Kitzscher |
| Gestewitz | Kompassrose, die auf Nachbargemeinden zeigt |           |
| Eula      | Dittmannsdorf                               |           |

## Geschichte
Die erste belegte Ortsnamenform datiert von 1417 als Brunswig. Kirchlich ist Braußwig seit 1548 nach Eula gepfarrt. Aus dem 1445 erstmals nachweisbaren Rittersitz wurde 1548 das Rittergut, welches über Braußwig die Grundherrschaft ausübte. Dieses war im Besitz der Familien Romanus, Falckner, von Zehmen, von Hausen, Zschammer, Schade und Lehmann. Braußwig lag bis 1856 im kursächsischen bzw. königlich-sächsischen Amt Borna. Ab 1856 gehörte der Ort zum Gerichtsamt Borna und ab 1875 zur Amtshauptmannschaft Borna. Das Rittergut Braußwig war seit 1912 im Besitz von Kurt Klingenhardt.
Am 1. April 1935 erfolgte die Eingemeindung von Braußwig nach Dittmannsdorf. Im gleichen Jahr wird dem hiesigen Rittergut zugestanden, sich künftig „Rittergut Braußwig“ in Dittmannsdorf zu nennen. Im Zuge der Bodenreform in der Sowjetischen Besatzungszone ab 1945 wurde das Rittergut Braußwig enteignet. Das Gut wechselte 1945 in Gemeindebesitz und diente als Wohnunterkunft für Umsiedler.
Durch die zweite Kreisreform in der DDR im Jahr 1952 wurde Braußwig als Ortsteil der Gemeinde Dittmannsdorf dem Kreis Borna im Bezirk Leipzig angegliedert. Mit der Eingemeindung von Dittmannsdorf nach Kitzscher wurde Braußwig am 1. Januar 1974 Ortsteil von Kitzscher. Seit 1990 gehörte Braußwig als Ortsteil der Stadt Kitzscher zum sächsischen Landkreis Borna, der 1994 im Landkreis Leipziger Land und 2008 im Landkreis Leipzig aufging.

### Entwicklung der Einwohnerzahl
| Jahr    | Einwohnerzahl                           |
| ------- | --------------------------------------- |
| 1548/51 | 14 besessene Mann, 7 Inwohner, 10 Hufen |
| 1764    | 18 besessene Mann, 8 Häusler, 11 Hufen  |
| 1834    | 161                                     |

| Jahr | Einwohnerzahl |
| ---- | ------------- |
| 1871 | 163           |
| 1890 | 163           |
| 1910 | 181           |

| Jahr | Einwohnerzahl |
| ---- | ------------- |
| 1925 | 176           |